# Coupe d'Algérie de football 1987-1988
Navigation
Coupe d'Algérie
1986-1987 Coupe d'Algérie
1988-1989
La Coupe d'Algérie de football 1987-1988 voit la victoire de l'USK Alger, qui bat la CR Belcourt aux tirs au but en finale.
C'est la deuxième Coupe d'Algérie remportée par l'USK Alger et c'est la cinquième fois que la CR Belcourt atteint la finale de cette compétition.

## 4eTourrégional
| Ligue du Centre joués les jeudi 10 et vendredi 11 décembre 1987. |                                  |               |                          |  |  |                   |
| 1                                                                | WB Meftah (D3)                   | 1 - 1 (t.a.b) | WB Aïn Benian (D3)       |  |  | Kouba             |
| 2                                                                | Hydra AC (D2)                    | 2 - 1         | DRB Staoueli (D?)        |  |  | Chéraga           |
| 3                                                                | RS Kouba (D2)                    | 1 - 0         | RAMA El Mouradia (D?)    |  |  | Bologhine         |
| 4                                                                | RC Arba (D2)                     | 1 - 0         | MC Oued El Alleug (D3)   |  |  | Boufarik          |
| 5                                                                | Nadit Alger (D3)                 | 1 - 0         | NARB Réghaïa (D3)        |  |  | Mohammadia        |
| 6                                                                | MB Tablat (D2)                   | 3 - 0         | IRB Douaouda (D3)        |  |  | Hadjout           |
| 7                                                                | IRB Laghouat (D2)                | 0 - 1         | IRB Bir Mourad Raïs (D3) |  |  | Aïn Ouassara      |
| 8                                                                | IRB El Biar (D2)                 | 6 - 1         | IRB El M'Ghair (D3)      |  |  | Bousaâda          |
| 9                                                                | RIJA Alger (D?)                  | 1 - 0         | JS Birine (D3)           |  |  | Bouira            |
| 10                                                               | ISM Koléa (D2)                   | 3 - 0         | DNC Ouargla (D3)         |  |  | Laghouat          |
| 11                                                               | OMR El Anassers (D2)             | 2 - 0         | IRB El Harrach (D3)      |  |  | Hydra             |
| 12                                                               | WO Boufarik (D2)                 | 2 - 1         | CM Kser El Boukhari (D3) |  |  | Tablat            |
| 13                                                               | USM Blida (D2)                   | 11 - 0        | IRC Aïn Saleh (D?)       |  |  | Zaouïa Bendaoua ? |
| 14                                                               | CA Kouba (D?)                    | 1 - 0         | Badr Ain Defla (D?)      |  |  | Tipaza            |
| 15                                                               | CNR Touggourt (D2)               | 1 - 2         | NCB El Affroun (D3)      |  |  | Metllili          |
| 16                                                               | ASC Bayadha (D3)                 | 0 - 5         | WRH Tamanrasset (D?)     |  |  | Ouargla           |
| 17                                                               | O Médéa (D2)                     | 0 - 1         | NRB Berrouaghia (D3)     |  |  | Boufarik          |
| 18                                                               | CRB Djefla (A) (D3)              | 5 - 2         | CRB Djelfa (B) (D3)      |  |  | Djelfa            |
| 19                                                               | WA Rouiba (D3)                   | 0 - 0 (t.a.b) | ASB Metlili Châamba (D3) |  |  | Djelfa            |
| 20                                                               | MA Hussein Dey (D2)              | 1 - 0         | JRN Laghouat (D3)        |  |  | Ksar el Boukhari  |
| 21                                                               | E Sour El Ghozlane (D2)          | 2 - 1         | CRB Aïn Oussara (D3)     |  |  | Médéa             |
| 22                                                               | ASUCIN Agronomie El-Harrach (D3) | 0 - 0 (t.a.b) | Nadi Alger (D3)          |  |  | Kouba             |
| 23                                                               | JSM Cheraga (D3)                 | 4 - 1 a p     | SR Khemis (D2)           |  |  |                   |
| Ligue de l'Ouest (?/?/1987 à 14h 30)                             |                                  |               |                          |  |  |                   |
| 1                                                                | NE Bel Abbès (D3)                |               | ...                      |  |  |                   |
| 2                                                                | Nadi Mouhafadhat Wahran (D3)     |               | ...                      |  |  |                   |
| 3                                                                | Nasr Es Senia (D3)               |               | ...                      |  |  |                   |
| 4                                                                | IR Sekek Hadid Wahran (D3)       |               | ...                      |  |  |                   |
| 5                                                                | IRB Mohamadia (D3)               |               | ...                      |  |  |                   |
| 6                                                                | SNS Oran (Solb) (D3)             |               | ...                      |  |  |                   |
| 7                                                                | CRB Sidi M'hammed Benaouda (D3)  |               | ...                      |  |  |                   |
| 8                                                                | SNS Mascara (Solb) (D4)          |               | ...                      |  |  |                   |
| 9                                                                | IR El-Bahria Oran (D3)           |               | ...                      |  |  |                   |
| 10                                                               | ESB Dahmouni (D3)                |               | ...                      |  |  |                   |
| 11                                                               | Nadi CNAS d'Oran (D4)            |               | ...                      |  |  |                   |
| 12                                                               | AS Transport Béchar              | -             | n.c                      |  |  |                   |
| 13                                                               | n.c                              | -             | n.c                      |  |  |                   |
| 14                                                               | n.c                              | -             | n.c                      |  |  |                   |
| 15                                                               | n.c                              | -             | n.c                      |  |  |                   |
| 16                                                               | n.c                              | -             | n.c                      |  |  |                   |
| 17                                                               | n.c                              | -             | n.c                      |  |  |                   |
| 18                                                               | n.c                              | -             | n.c                      |  |  |                   |
| 19                                                               | n.c                              | -             | n.c                      |  |  |                   |
| 20                                                               | n.c                              | -             | n.c                      |  |  |                   |
| 21                                                               | n.c                              | -             | n.c                      |  |  |                   |
| 22                                                               | n.c                              | -             | n.c                      |  |  |                   |
| 23                                                               | n.c                              | -             | n.c                      |  |  |                   |
| 24                                                               | n.c                              | -             | n.c                      |  |  |                   |
| Ligue de l'Est(?/?/1987 à 14h 30)                                |                                  |               |                          |  |  |                   |
| 1                                                                | ESM Guelma (D2)                  | -             | n.c                      |  |  |                   |
| 2                                                                | CRB El Harrouch (D3-DH,gr4)      | -             | n.c                      |  |  |                   |
| 3                                                                | CRB Héliopolis (D3-DH,gr3)       | -             | n.c                      |  |  |                   |
| 4                                                                | HAMRA Annaba (D2)                | -             | n.c                      |  |  |                   |
| 5                                                                | MO Constantine (D2)              | -             | n.c                      |  |  |                   |
| 6                                                                | CB Mila (D3-DH,gr4)              | -             | n.c                      |  |  |                   |
| 7                                                                | MB Azzaba (D3-DH,gr4)            | -             | n.c                      |  |  |                   |
| 8                                                                | WRB M'sila (D2)                  | -             | n.c                      |  |  |                   |
| 9                                                                | IRB Ain-Oulmane (D3-DH,gr1)      | -             | n.c                      |  |  |                   |
| 10                                                               | CM Constantine (D2)              | -             | n.c                      |  |  |                   |
| 11                                                               | SSB Sidi Aich (D2)               | -             | n.c                      |  |  |                   |
| 12                                                               | CRB Didouche Mourad (D3-DH,gr4)  | -             | n.c                      |  |  |                   |
| 13                                                               | CRE Constantine (D2)             | -             | n.c                      |  |  |                   |
| 14                                                               | AB Barika (D3-DH,gr2)            | -             | n.c                      |  |  |                   |
| 15                                                               | JB Aïn Kercha (D3-DH,gr2)        | -             | n.c                      |  |  |                   |
| 16                                                               | ASC Bordj Bou Arréridj (D2)      | -             | n.c                      |  |  |                   |
| 17                                                               | NRB Khroub (D2)                  | -             | n.c                      |  |  |                   |
| 18                                                               | NB Tazouguert (DW Khenchela)     | -             | n.c                      |  |  |                   |
| 19                                                               | CRM Annaba (D3-DH,gr3)           | -             | n.c                      |  |  |                   |
| 20                                                               | CA Batna (D2)                    | -             | n.c                      |  |  |                   |
| 21                                                               | IS Souk Ahras (D3-DH,gr3)        | -             | n.c                      |  |  |                   |
| 22                                                               | JSM Tébessa (D2)                 | -             | n.c                      |  |  |                   |
| 23                                                               | MB Batna (D2)                    | -             | n.c                      |  |  |                   |
| 24                                                               | IRB Oum El-Bouaghi (D3-DH,gr3)   | -             | n.c                      |  |  |                   |
| 25                                                               | MB Azzaba (B) (D?)               | -             | n.c                      |  |  |                   |
| 26                                                               | IRB Sétif (D2)                   | -             | n.c                      |  |  |                   |
| 27                                                               | Solb Riadhi Annaba (D2)          | -             | n.c                      |  |  |                   |
| 28                                                               | CB Béjaia (D3-DH,gr1)            | -             | n.c                      |  |  |                   |

## Soixante-quatrièmes de finale
(Avant Dernier tour régional)
| Ligue du Centre Jeudi 24 et Vendredi 25 décembre 1987, |                                    |                            |                                 |                                                 |                      |                                    |
| 1 | USM Blida (D2)                     | 3 - 0                      | Hydra AC (D2)                   |                                                 |                      | Boufarik                           |
| 2 | RS Kouba (D2)                      | 6 - 1                      | IR Bir Mourad Rais "B" (D3)     |                                                 |                      | Bologhine                          |
| 3 | JS Binaâ (D2)                      | 5 - 2                      | MB Tablat (D2)                  |                                                 |                      | Blida                              |
| 4 | WB Aïn Benian (D3)                 | 1 - 0 a.p                  | RIJA Alger (D?)                 |                                                 |                      | El Biar                            |
| 5 | ARB Arbaa (D2)                     | 0 - 0 (t.a.b)              | ISM Koléa (D2)                  |                                                 |                      | 20 août 1956 (Alger)               |
| 6 | NCB El Affroun (D3)                | 0 - 1                      | IRB El Biar (D2)                |                                                 |                      | Arba                               |
| 7 | MA Hussein Dey (D2)                | 1 - 0                      | CRB Bordj El Kiffan (D3)        |                                                 |                      | Mohamadia (Alger)                  |
| 8 | NR Bou Smail (D3)                  | 0 - 1                      | ES Sour El Ghozlane (D2)        |                                                 |                      | Médéa                              |
| 9 | ASUCIN Agronomie d'El-Harrach (D?) | 2 - 1                      | OMR El Anasser (D2)             |                                                 |                      | Hydra                              |
| 10 | NR Ben Aknoun (D2)                 | 3 - 0                      | CA Kouba (D?)                   |                                                 |                      | Hydra                              |
| 11 | DRB Baraki (D3)                    | 2 - 0                      | JSM Cheraga (D3)                |                                                 |                      | Hussein Dey                        |
| 12 | Nadit Alger (Casoral) (D3)         | 1 - 0                      | ESM Boudouaou (D3)              |                                                 |                      | Bordj El Kiffan                    |
| 13 | ASB Metlili Châamba (D3)           | 2 - 2 (t.a.b)              | WRH Tamanrasset (D?)            |                                                 |                      | 20 août 1955 (Alger)               |
| 14 | WO Boufarik (D2)                   | 0 - 1 a.p                  | CRB Djefla (A) (D3)             |                                                 |                      | Ksar El Boukhari                   |
| 15 | NRB Berrouaghia (D3)               |                            | Exempt                          |                                                 |                      |                                    |
| Ligue de l'Ouest 6e tour régional (30 clubs / 15 matches). Vendredi 15 janvier 1988, |                                    |                            |                                 |                                                 |                      |                                    |
| le tirage au sort du 6e et avant dernier tour régional de l'ouest a été effectué au siège de la lofa à Oran, ainsi que le 7e et dernier tour.                                                                                    |                                    |                            |                                 |                                                 |                      |                                    |
| 1 | IR Mahdia (D2)                     | 1-3 ap                     | NE Bel Abbès (D3)               |                                                 |                      | tighennif                          |
| 2 | CCB Sig (D2)                       | 5-0                        | Nadi Mouhafadhat Wahran (D3)    |                                                 |                      | arzew                              |
| 3 | GRB Tighennif (D2)                 | 1 - 2                      | Nasr Es Senia (D3)              |                                                 | v 15-1-1988 a 12h    | Stade Ahmed Said de Sig            |
| 4 | IRB Sougueur (D2)                  | 0 - 2                      | IR Sekek Hadid Wahran (D3)      | kourbaa 25, 63.                                 | v 15-1-1988 a 12h    | a Mostaganem                       |
| 5 | CMH Oran (D2)                      | 1 - 0                      | IRB Mohammadia (D3)             | belarbi 30.                                     | v 15-1-1988 a 14h 30 | a Mostaganem                       |
| 6 | CRB Mecheria (D2)                  | 0 - 1                      | SNS Oran (Solb) (D3)            | haguiga 52.                                     | v 15 janvier 1988    | Stade Meflah Aoued de Mascara      |
| 7 | ESOM Mostaganem (D2)               | 1 - 0                      | AS Transport Béchar (D4)        | bikadja 43.                                     | v 15-1-1988          | Stade du 24 Avril de Mécheria.     |
| 8 | CRB El Amria (D2)                  | 0 - 0 ap (tirs au but 4-2) | SNS Mascara (Solb) (D4)         | -                                               | v 15-1-1988.         | bel-abbès                          |
| 9 | MC Saida (D2)                      | 0 - 0 ap (tab 1-3)         | CRB Sidi M'hammed Benaouda (D3) | -                                               | v 15-1-1988          |                                    |
| 10 | ES Tiaret (D2)                     | 3 - 0                      | IR El-Bahria Oran (D3)          | belhocine 40, hassani 71, 83.                   | v 15-1-1988.         | Stade de l'Hippodrome de Relizane. |
| 11 | CRB Sfisef (D2)                    | 2 - 0                      | ESB Dahmouni (D3)               |                                                 |                      | tighennif                          |
| 12 | CRB Témouchent (D2)                | 2 - 1                      | Nadi CNAS d'Oran (D3)           | belhachemi 36, nessour 116 / dida.              |                      | a El-Amria                         |
| 13 | Nadit Oran (D2)                    | 0-0 ap (tab 4-1)           | GCR Mascara (D2)                | -                                               | v 15-1-1988 a 14h 30 | Stade Said Ahmed de Sig            |
| 14 | IRB Maghnia (D2)                   | 0 - 1                      | CRB Oued R'hiou (D2)            | abbada 13.                                      | a 13h                | Stade 19 juin d'Oran.              |
| 15 | WRB Mostaganem (D2)                | 0 - 3                      | ESM Bel Abbès (D2)              | kraloui 23, tlemcani abdelkader 59, belbiaz 74. | a 15h                | stade 19 juin 65                   |
| tirage au sort du dernier tour régional ouest :(1-MP Oran-vainqueur 15), (2-WM Tlemcen- v 11), (3-RCM Relizane-v 12), (4- ASC Oran-v5), (5- JCM Tiaret-v4), (6- v7-v6), (7- v1-v10), (8- v9-v2), (9- v14-v13), 10e match; v8-v3. |                                    |                            |                                 |                                                 |                      |                                    |
| Ligue de l'Est 15 janvier 1988 |                                    |                            |                                 |                                                 |                      |                                    |
| 1 | ESM Guelma (D2)                    | 2-0                        | CRB El Harrouch (D3-DH,gr4)     |                                                 |                      | à Annaba                           |
| 2 | CRB Héliopolis (D3-DH,gr3)         | 1-1 ap (CRBH aux tab)      | HAMRA Annaba (D2)               |                                                 |                      | à Skikda                           |
| 3 | MO Constantine (D2)                | 1-2 a.p                    | CB Mila (D3-DH,gr4)             | Grine 120e / Mokrane 97 e, Hamdi 105 e          | Arbitre M.Khebache   | Stade Bendjemaa Amar de collo.     |
| 4 | MB Azzaba (D3-DH,gr4)              | 1-1 ap (tab)               | WRB M'sila (D2)                 |                                                 |                      | à chelghoum-laid                   |
| 5 | IRB Ain-Oulmane (D3-DH,gr1)        | 0-3                        | CM Constantine (D2)             |                                                 |                      | à jijel                            |
| 6 | SSB Sidi-Aich] (D2)                | 3-0                        | CRB Didouche Mourad (D3-DH,gr4) |                                                 |                      | à Sétif                            |
| 7 | CRE Constantine (D2)               | 0-1                        | AB Barika (D3-DH,gr2)           |                                                 |                      | à Batna                            |
| 8 | JB Aïn Kercha (D3-DH,gr2)          | 3-2                        | ASC Bordj Bou Arréridj (D2)     |                                                 |                      | à Biskra                           |
| 9 | NRB Khroub (D2)                    | 6-2                        | NB Tazouguert (DW Khenchela)    |                                                 |                      | à Oum El-Bouaghi                   |
| 10 | CRM Annaba (D3-DH,gr3)             | 2-2 ap (aux tab)           | CA Batna (D2)                   |                                                 |                      | à Constantine                      |
| 11 | IS Souk Ahras (D3-DH,gr3)          | 0-4                        | JSM Tébessa (D2)                |                                                 |                      | à Ain-Beida                        |
| 12 | IRB Oum El-Bouaghi (D3-DH,gr3)     | 1-3                        | MB Batna (D2)                   |                                                 |                      | à ain-m'lila                       |
| 13 | IRB Sétif (D2)                     | reporté                    | MB Azzaba (B) (D?)              |                                                 |                      | à Garerem.                         |
| 14 | Solb Riadhi Annaba (D2)            | 1-2                        | CB Béjaia (D3-DH,gr1)           |                                                 |                      | à Mila.                            |

## Trente deuxième de finale
Les matchs des trente deuxième de finale (dernier tour régional) se sont joués le 29 janvier 1988
| # | Club 1                     | Résultat                                           | Club 2                                             | observation                                        | Buteurs                                             | Date                                               | Stade                                              |
| --- | -------------------------- | -------------------------------------------------- | -------------------------------------------------- | -------------------------------------------------- | --------------------------------------------------- | -------------------------------------------------- | -------------------------------------------------- |
| Ligue du Centre |                            |                                                    |                                                    |                                                    |                                                     |                                                    |                                                    |
| * NB : les résultats de ce dernier tour régional parus sur EL-MOUNTAKHEB no 110 du samedi 23 janvier 1988 page 5. |                            |                                                    |                                                    |                                                    |                                                     |                                                    |                                                    |
| 1 | MP Alger (D1)              | 0 - 0                                              | ESM Koléa (D2)                                     | (t.a.b 3-2)                                        | -                                                   | 29 janvier 1988                                    | A Blida                                            |
| 2 | JE Tizi Ouzou (D1)         | 1 - 0                                              | MA Hussein Dey (D2)                                | -                                                  | Haffaf 4e                                           | 29 janvier 1988                                    | A Médéa                                            |
| 3 | USK Alger (D1)             | 0 - 0                                              | IRB El-Biar                                        | (t.a.b 3-0)                                        | -                                                   | 29 janvier 1988                                    | 5 juillet, Alger                                   |
| 4 | CRB Djefla                 | 0 - 3                                              | CR Belcourt (D1)                                   | -                                                  | Demdoum (x2), Abdessamia                            | 29 janvier 1988                                    | A Ksar El Boukhari                                 |
| 5 | RS Kouba (D2)              | 3 - 0                                              | USM Blida (D2)                                     | -                                                  | Assad 10e 73e, Kaci-Saïd 60e                        | 29 janvier 1988                                    | A Tizi Ouzou                                       |
| 6 | ASO Chlef (D1)             | 6 - 1                                              | ASB Metlili Châamba                                | -                                                  |                                                     | 29 janvier 1988                                    | A Djelfa                                           |
| 7 | WB Aïn Benian              | 0 - 1                                              | JS Binaâ                                           | -                                                  | Bouchefra 88e                                       | 28 janvier 1988                                    | A Bologhine                                        |
| 8 | NRB Berrouaghia            | 0 - 1                                              | E Sour El Ghozlane (D2)                            | -                                                  |                                                     | 29 janvier 1988                                    | A Mohammadia                                       |
| 9 | NR Ben Aknoun (D2)         | 1 - 2                                              | ASUCIN Agronomie d'El-Harrach                      | -                                                  | -                                                   | 29 janvier 1988                                    | A Hussein Dey                                      |
| 10 | Nadit Alger (Casoral) (D2) | 0 - 0                                              | DRB Baraki                                         | (t.a.b 3-4)                                        |                                                     | 29 janvier 1988                                    | A El Biar                                          |
| 11 | USM El Harrach             | Exempté : Qualifié d'office tenant du trophée 1987 | Exempté : Qualifié d'office tenant du trophée 1987 | Exempté : Qualifié d'office tenant du trophée 1987 | Exempté : Qualifié d'office tenant du trophée 1987  | Exempté : Qualifié d'office tenant du trophée 1987 | Exempté : Qualifié d'office tenant du trophée 1987 |
| 12 | JS Bordj Menail (D1)       | Exempté : Qualifié d'office Finaliste 1987         | Exempté : Qualifié d'office Finaliste 1987         | Exempté : Qualifié d'office Finaliste 1987         | Exempté : Qualifié d'office Finaliste 1987          | Exempté : Qualifié d'office Finaliste 1987         | Exempté : Qualifié d'office Finaliste 1987         |
| Ligue de l'Est |                            |                                                    |                                                    |                                                    |                                                     |                                                    |                                                    |
| * NB : le tirage au sort du dernier tour régional de l'est (ligue de Constantine) a été effectué dernièrement au siège de la ligue (El-Mountakheb no 108 du samedi 9 janvier 1988 page 22). - les résultats de ce dernier tour régional parus sur EL-MOUNTAKHEB no 110 du samedi 23 janvier 1988 page 5. |                            |                                                    |                                                    |                                                    |                                                     |                                                    |                                                    |
| 1 | CB Mila                    | 1 - 2                                              | EP Sétif (D1)                                      | (a.p)                                              | Mebrouh 111e / Adjissa 100e Raiss 110e              | 29 janvier 1988                                    | A Sefouhi, Batna                                   |
| 2 | CM Constantine (D2)        | 1 - 0                                              | JSM Tébessa (D2)                                   |                                                    |                                                     | 29 janvier 1988                                    | A Oum El Bouaghi                                   |
| 3 | ESM Guelma (D2)            | 0 - 0                                              | USM Annaba (D1)                                    | (t.a.b 7-6)                                        | -                                                   | 29 janvier 1988                                    | A Souk Ahras                                       |
| 4 | USM Aïn Beïda (D1)         | 1 - 0                                              | MB Azzaba                                          |                                                    |                                                     | 29 janvier 1988                                    | Stade Abdelmalek, Constantine                      |
| 5 | NRB Khroub (D2)            | 0 - 0                                              | ES Collo (D1)                                      | (t.a.b 4-5)                                        |                                                     | 29 janvier 1988                                    | A Skikda                                           |
| 6 | SSB Sidi Aich              | 0 - 0                                              | AS Ain M'lila (D1)                                 | (t.a.b ?-?)                                        | -                                                   | 29 janvier 1988                                    | A Sétif                                            |
| 7 | CRM Annaba (SONAMA)        | 0 - 5                                              | JSM Skikda (D1)                                    | -                                                  | Rabah 7e 29e, Medjbouri 61e 78e, Guerizi 55e        | 29 janvier 1988                                    | A Guelma                                           |
| 8 | CRB Heliopolis             | 0 - 1                                              | MB Batna (D2)                                      | -                                                  | Ababssa 83e                                         | 29 janvier 1988                                    | A Aïn M'lila                                       |
| 9 | JS Aïn Kercha              | 0 - 1                                              | WRB M'Sila (D2)                                    |                                                    |                                                     | 29 janvier 1988                                    | A El-Eulma                                         |
| 10 | AB Barika                  | 2 - 0                                              | CRBH Béjaia                                        |                                                    | ? 40e, Mehaneche 75e                                | 29 janvier 1988                                    | A Sétif                                            |
| Ligue de l'Ouest 7e tour régional |                            |                                                    |                                                    |                                                    |                                                     |                                                    |                                                    |
| * NB : les résultats de ce dernier tour régional parus sur EL-MOUNTAKHEB no 110 du samedi 23 janvier 1988 page 5. |                            |                                                    |                                                    |                                                    |                                                     |                                                    |                                                    |
| 1 | MP Oran (D1)               | 2 - 1                                              | ESM Bel Abbès                                      | -                                                  | Meziane 20e Louahla 46e (csc) / Tlemcani 83e (pen.) | reporté au 8 février 1988                          | A Tlemcen                                          |
| 2 | WA Tlemcen (D1)            | 1 - 0                                              | CRB Sfisef                                         |                                                    | Ben Mâamar 87e                                      | 29 janvier 1988                                    | Stade 19 juin, Oran                                |
| 3 | RCM Relizane (D1)          | 3 - 1                                              | CRB Témouchent                                     | (a.p)                                              |                                                     |                                                    | A Sidi Bel Abbès                                   |
| 4 | ASM Oran (D1)              | ? - ?                                              | CMH Oran                                           |                                                    |                                                     | reporté au 18 février 1988                         | Stade 19 juin, Oran                                |
| 5 | JSM Tiaret (D1)            | 3 - 0                                              | IR Sekek Hadid Wahran (D?)                         |                                                    | Ardjaoui 55e 82e, Gueffaf 88e                       |                                                    | Stade Benslimane, Mostaghanem                      |
| 6 | ESOM Mostaganem            | 1 - 2                                              | Solb Wahran (D3)                                   | -                                                  | Osman 84e / Moro 2e, Itim 15e                       | 29 janvier 1988                                    | A Sig                                              |
| 7 | CRB Sidi M'hamed Benaouda  | 0 - 0                                              | CCB Sig                                            | (t.a.b 5-3)                                        |                                                     | 29 janvier 1988                                    | Stade de Meflah Aoued, Mascara                     |
| 8 | NE Bel-Abbes               | 1 - 0                                              | ES Tiaret                                          | -                                                  | Fodhil 29e                                          | 29 janvier 1988                                    | Stade Hippodrome, Relizane                         |
| 9 | CRB El Amria               | 0 - 1                                              | Nasr Es Senia                                      |                                                    |                                                     | 29 janvier 1988                                    | A Sidi Bel Abbès                                   |
| 10 | RCB Oued R'hiou            | 2 - 1                                              | Nadit Oran                                         | -                                                  | Belaid 26e, Bouriche 79e / Ben Masstoura 87e        |                                                    | Stade Benslimane, Mostaghanem                      |

## Seizièmes de finale
Les matchs des seizièmes de finale se sont joués le 26 février 1988
| #  | Club 1              | Résultat | Club 2                     | observation | Buteurs | Date            | Stade                               |
| -- | ------------------- | -------- | -------------------------- | ----------- | --- | --------------- | ----------------------------------- |
| 1  | E Collo (D1)        | 0 - 2    | RS Kouba (D2)              |             | | 26 février 1988 | Sétif                               |
| 2  | USM El Harrach (D1) | 3 - 0    | E Sour El Ghozlane (D2)    |             | | 26 février 1988 | Tizi Ouzou                          |
| 3  | CM Constantine (D2) | 0 - 1    | USK Alger (D1)             |             | Baâziz 28e                                                                                                   | 26 février 1988 | Annaba                              |
| 4  | JE Tizi Ouzou (D1)  | 2 - 0    | Solb Wahran (D3)           |             | | 26 février 1988 | Stade de l'Unité Africaine, Mascara |
| 5  | CRBSM Benaouda      | 0 - 6    | JSM Skikda (D1)            |             | ? ?, Medjbouri 03 buts                                                                                       | 26 février 1988 | Bouira                              |
| 6  | WRB M'Sila          | 0 - 1    | ESM Guelma (D2)            |             | | 26 février 1988 | Constantine                         |
| 7  | WA Tlemcen (D1)     | 3 - 1    | Amel Baladiet Barika (ABB) |             | | 26 février 1988 | Bologhine                           |
| 8  | JSM Tiaret (D1)     | 1 - 1    | RCB Oued R'hiou            | (t.a.b ?-?) | | 26 février 1988 | Oran                                |
| 9  | AS Ain M'lila (D1)  | 0 - 2    | ASO Chlef (D1)             | (a.p)       | | 26 février 1988 |                                     |
| 10 | CR Belcourt (D1)    | 4 - 3    | JS Bordj Menail (D1)       | (a.p)       | Kabrane 69e, Khoudja 81e, Bouzid 92e, Abdessamia 97e / Ait El Hocine 42e, Talaouabrid 56e, Sellou 119e (csc) | 26 février 1988 | El Harrach                          |
| 11 | JS Binaâ            | 1 - 0    | Nadit Bel-Abbès (NEBA)     |             | | 26 février 1988 | Chlef                               |
| 12 | Nasr Es Senia       | 0 - 1    | RC Relizane (D1)           | (a.p)       | | 26 février 1988 | Bel-Abbès                           |
| 13 | USM Aïn Beïda (D1)  | 0 - 0    | MB Batna (D2)              | (t.a.b ?-?) | | 26 février 1988 | Constantine                         |
| 14 | DRB Baraki          | 1 - 0    | I.N.A El-Harrach           |             | | 26 février 1988 | Bologhine                           |
| 15 | MP Oran (D1)        | 0 - 0    | EP Sétif (D1)              | (t.a.b 5-4) | | 25 mars 1988    | 5 Juillet                           |
| 16 | MP Alger (D1)       | 2 - 1    | CMH Oran                   |             | Djahmoune 7e, Mekhloufi 18e / Maâtalla 85e                                                                   | 31 mars 1988    | Tiaret                              |

## Huitièmes de finale
Les matchs des Huitièmes de finale se sont joués le  31 mars  et le 25 avril 1988
| # | Club à domicile    | Résultat              | Club à l'extérieur  | buteurs                                                      | date et lieu                                         |
| - | ------------------ | --------------------- | ------------------- | ------------------------------------------------------------ | ---------------------------------------------------- |
| 1 | JE Tizi Ouzou (D1) | 1 - 0                 | ESM Guelma (D2)     | Bouiche 40e                                                  | 31 mars 1988 à Annaba                                |
| 2 | JSM Skikda (D1)    | 0 - 2 (a.p)           | MP Alger (D1)       | Bouiche 96e Messaoudi 107e                                   | 25 avril 1988 à Annaba                               |
| 3 | ASO Chlef (D1)     | 1 - 2                 | USM El Harrach (D1) |                                                              | Lundi 25 avril 1988 à Oran                           |
| 4 | USK Alger (D1)     | 1 - 0                 | USM Aïn Beïda (D1)  | Hadj Adlane 40̝                                               | jeudi 31 mars 1988 à Setif                           |
| 5 | MP Oran (D1)       | 1 - 0                 | RC Relizane (D1)    | Belloumi 57e                                                 | 25 avril 1988 au Stade de l'Unité Africaine, Mascara |
| 6 | DRB Baraki         | 2-2 ap (3 pen 2)      | JCM Tiaret (D1)     | Djefaflia 22e Beldjoudi 87e / Geffaf 25e Sahraoui 39e        | 31 mars 1988 à Chlef                                 |
| 7 | CR Belcourt (D1)   | 2 - 2 (a.p) (5 pen 4) | WM Tlemcen (D1).    | Belattoui 47e (pen.) Ben Yahya 70e / Neggazi 15e Dahmani 89e | jeudi 31 mars 1988 à Tiaret                          |
| 8 | RS Kouba (D2)      | 1 - 1 (a.p) (3 pen 2) | JS Binaâ            |                                                              | 31 mars 1988 au Stade Bologhine (Alger)              |

## Quarts de finale
Les matchs des quarts de finale se sont joués le 05 et 6 mai 1988.
| # | Club à domicile     | Résultat          | Club à l'extérieur | Buteurs                                   | Date et lieu                                                               |
| - | ------------------- | ----------------- | ------------------ | ----------------------------------------- | -------------------------------------------------------------------------- |
| 1 | CR Belcourt (D1)    | 2 - 0             | MP Alger (D1)      | Neggazi 8e Kabrane 65e                    | Jeudi 5 mai 1988 au Stade du 5 juillet                                     |
| 2 | MP Oran (D1)        | 1 - 1 (t.a.b 4-2) | JE Tizi Ouzou (D1) | Benmimoune 94e / Rahmouni 109e            | Jeudi 5 mai 1988 au Stade 19 mai 56 (Annaba) (match terminé à 2h du matin) |
| 3 | USK Alger (D1)      | 2 - 1             | RS Kouba (D2)      | Nourine 11e, Hadj Adlane 65e / Hamada 50e | Vendredi 6 mai 1988 au Stade du 5 juillet                                  |
| 4 | USM El Harrach (D1) | 2 - 1 a.p         | DRB Baraki         | Ifticene 50e, Amarache 99e / Beldjoud 42e | Jeudi 5 mai 1988 au Stade Bologhine                                        |

## Demi-finales
Les matchs des demi-finales se sont joués le vendredi 27 mai 1988
| # | Club à domicile  | Résultat | Club à l'extérieur  | buteurs                      | Lieu                        |
| - | ---------------- | -------- | ------------------- | ---------------------------- | --------------------------- |
| 2 | CR Belcourt (D1) | 2 - 1    | USM El Harrach (D1) | Demdoum 61e 67e/ Baya 90e    | Stade 5 juillet 1962, Alger |
| 1 | USK Alger (D1)   | 1 - 0    | MP Oran (D1)        | Cherif El Ouazzani 48e (csc) | Stade 19 mai 1956, Annaba   |

- source : les résultats des demi-finales parus sur el-mountakheb numéro 128 du samedi 28 mai 1988 pages 1,6 et 7.

## Finale
source : el-mountakheb numéro 132 du samedi 25 juin 1988 pages 1 et 8.
| 23 juin 1988 | Union D' Alger                                                            | 0 - 0 ap                                         | Jeunesse de Belcourt                                           | Stade du 5 juillet 1962 | |
| 18h          |                                                                           | (0 - 0)                                          |                                                                | Spectateurs : 36,204 (recette ; 722 080 da) Diffuseur : ENTV Arbitrage : M. Hansal Mohamed Arbitres assistants : Mimoun, Sayeh | Spectateurs : 36,204 (recette ; 722 080 da) Diffuseur : ENTV Arbitrage : M. Hansal Mohamed Arbitres assistants : Mimoun, Sayeh |
| 18h          | Benkhalidi 67e                                                            | El-Hadef no 798 du Dimanche 26 juin 1988 page 2. | Dahmani 67e ·                                                  | Spectateurs : 36,204 (recette ; 722 080 da) Diffuseur : ENTV Arbitrage : M. Hansal Mohamed Arbitres assistants : Mimoun, Sayeh | Spectateurs : 36,204 (recette ; 722 080 da) Diffuseur : ENTV Arbitrage : M. Hansal Mohamed Arbitres assistants : Mimoun, Sayeh |
| 18h          | Mouassi · Benkhalidi · Hadj Adlane · Bengana · Laalili · Kourifa · Baaziz | Tirs au but 6-5                                  | Dahmani · Meziane · Kouhil · Neggazi · Kabrane · Yahi · Zouati | Spectateurs : 36,204 (recette ; 722 080 da) Diffuseur : ENTV Arbitrage : M. Hansal Mohamed Arbitres assistants : Mimoun, Sayeh | Spectateurs : 36,204 (recette ; 722 080 da) Diffuseur : ENTV Arbitrage : M. Hansal Mohamed Arbitres assistants : Mimoun, Sayeh |

| Gardien de but |  | Bentalaa Yacine (capitaine d'équipe) |
|                |  | Soumatia m'hamed                     |
|                |  | Kourifa rabah                        |
|                |  | Bengana farid                        |
|                |  | Bellemou redouane                    |
|                |  | Mouaci farid                         |
|                |  | Laalili amirouche                    |
|                |  | Benkhalidi fawzi                     |
|                |  | Nourine othmane                      |
|                |  | Boutamine salim (Baaziz boualem 102) |
|                |  | Hadj Adlane                          |
| Entraîneur :   |  |                                      |
|                |  | Aksouh Mustapha et Keddou Djamel     |

| Gardien de but |  | Djamel Boudjelti                    |
|                |  | Dahamani abderrazak                 |
|                |  | Khodja abdelkader                   |
|                |  | Meziane rachid (capitaine d'équipe) |
|                |  | Kohil ahmed                         |
|                |  | Amani djamel (Zouati toufik 59)     |
|                |  | Badache mourad (Kabrane amar 105)   |
|                |  | Nacer Mekideche                     |
|                |  | Demdoum belkacem                    |
|                |  | Yahi Hocine                         |
|                |  | Noureddine Neggazi                  |
| Entraîneur :   |  |                                     |
|                |  | Boudjenoun Mohamed.                 |

| Coupe d'Algérie de Football Vainqueur 1988 |
| ------------------------------------------ |
| USM Alger 2e titre                         |

## Finale des Cadets
Source :
| jeudi 16 juin 1988 | MC Alger                         | 3 - 0   | ASM Oran | Stade du 1er-Novembre-1954                                    |                                                               |
| 17h                | Meridji 7' Hamaz 9' Laamarna 85' | (2 - 0) |          | Arbitrage : M.Koussa assisté de MM: Bendekiche et Hafirassou. | Arbitrage : M.Koussa assisté de MM: Bendekiche et Hafirassou. |
| 17h                | avertissements                   |         |          | Arbitrage : M.Koussa assisté de MM: Bendekiche et Hafirassou. | Arbitrage : M.Koussa assisté de MM: Bendekiche et Hafirassou. |

| Gardien de but |  | Zeyat       |
|                |  | Rassoul     |
|                |  | Mazri       |
|                |  | Akache      |
|                |  | Cherouk     |
|                |  | Latrah      |
|                |  | Meridji     |
|                |  | Boudinar    |
|                |  | Laamarna    |
|                |  | Abbès       |
|                |  | Hamez       |
| Entraîneur :   |  |             |
|                |  | M. Bendhiab |
| Remplacants :  |  |             |
|                |  | Merah       |
|                |  | Lemoui      |
|                |  | Derbouz     |
|                |  | Oualikane   |
|                |  | Manaa       |

| Gardien de but |  | Ait Zeggane      |
|                |  | Ahmed Ibrahim    |
|                |  | Benzerga         |
|                |  | Abdoun           |
|                |  | Choumari         |
|                |  | Boudehri         |
|                |  | Abdelkader Said  |
|                |  | Benamara         |
|                |  | Zayekh           |
|                |  | Zeggar           |
|                |  | Besbassi Delladj |
| Entraîneur :   |  |                  |
|                |  |                  |
| Remplacants :  |  |                  |
|                |  | Ali Belkacem     |
|                |  | Slimane Bidi     |

| Coupe d'Algérie de Football Cadets Vainqueur 1988 |
| ------------------------------------------------- |
| MC Alger ?e titre                                 |

## Finale des Juniors
| Titulaires : |  |
| |  |
| 1. Acimi 2. Dehmoun 3. Remlache 4. Benarba 5. Saidani 6. Tazi 7. Refane 8. Goumari 9. Khentache 10. Tasfaout 11. Gaid |  |
| Entraîneur : |  |
| El Houari K'siri |  |

| Titulaires : |  |
| |  |
| 1. Zouaoui 2. Talis 3. El-Aidi 4. Belmokhtar 5. Ouaden 25e 6. Faradji 7. Feknous 8. Reguig 9. Bensalah 10. Mehnoun 11. Salah Mourad · |  |
| Entraîneur : |  |
| Ahmed Belaid |  |

| Titulaires : |  |
| |  |
| 1. Acimi 2. Dehmoun 3. Remlache 4. Benarba 5. Saidani 6. Tazi 7. Refane 8. Goumari 9. Khentache 10. Tasfaout 11. Gaid |  |
| Entraîneur : |  |
| El Houari K'siri |  |

| Titulaires : |  |
| |  |
| 1. Zouaoui 2. Talis 3. El-Aidi 4. Belmokhtar 5. Ouaden 25e 6. Faradji 7. Feknous 8. Reguig 9. Bensalah 10. Mehnoun 11. Salah Mourad · |  |
| Entraîneur : |  |
| Ahmed Belaid |  |

| Coupe d'Algérie de Football Juniors Vainqueur 1988 |
| -------------------------------------------------- |
| ASM Oran 1er titre                                 |